# Bobbie
Bobbie ist ein englischer männlicher und weiblicher Vorname und Familienname.

## Herkunft und Bedeutung
Für Männer ist Bobbie eine Variante von Bobby (vgl. Bob und Robert). Der weibliche Name stammt meist von Roberta.

## Namensträger

### Weiblich
- Bobbie Gentry (* 1942), eigentlich Roberta Streeter, US-amerikanische Country-Sängerin
- Bobbie Phillips (* 1968), US-amerikanische Schauspielerin

### Männlich
- Bobbie Traksel (* 1981), niederländischer Radrennfahrer

### Familienname
- Walter Bobbie (* 1945), US-amerikanischer Tänzer und Schauspieler

## Sonstiges
- Bobbie James (Rose), Multiflora-Rambler-Rose